# (654) Zelinda
(654) Zelinda – planetoida z grupy pasa głównego asteroid okrążająca Słońce w ciągu 3 lat i 176 dni w średniej odległości 2,3 j.a. Została odkryta 4 stycznia 1908 roku w Landessternwarte Heidelberg-Königstuhl w Heidelbergu przez Augusta Kopffa. Nazwa planetoidy pochodzi od imienia siostry Ulisse Diniego, włoskiego matematyka, a nadał ją Elia Millosevich za przyzwoleniem odkrywcy. Przed nadaniem nazwy planetoida nosiła oznaczenie tymczasowe (654) 1908 BM.